# 워싱턴 디스트릭트 오브 컬럼비아 인터내셔널 스쿨

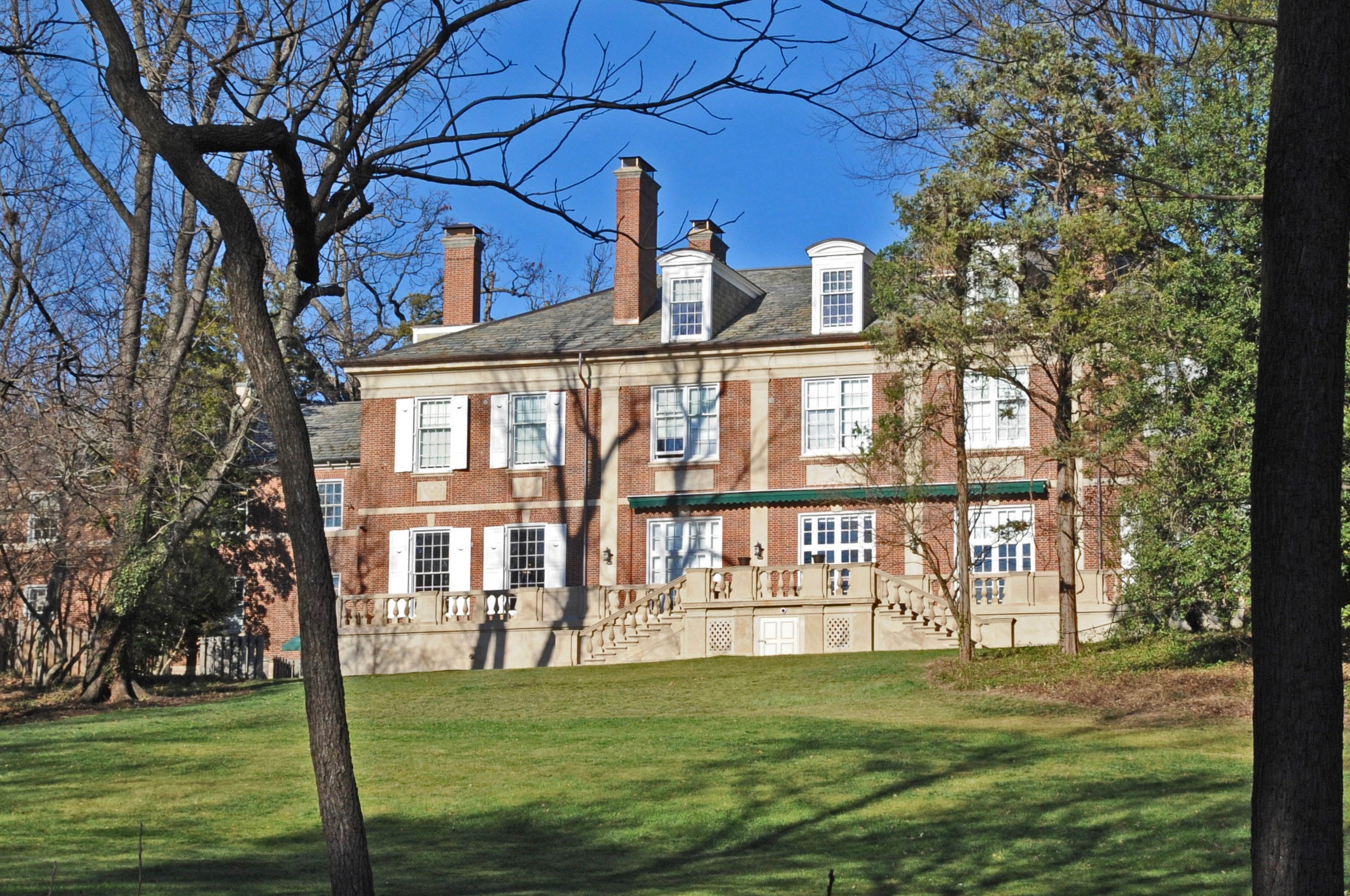

워싱턴 디스트릭트 오브 컬럼비아 인터내셔널 스쿨(Washington International School)은 미국 워싱턴에 있는 사립 12년제 초중고등학교이다. 1966년에 첫 개교된 이 학교는 미국의 이름 있는 국제 학교 중 하나이다.